# 2006年飓风塞尔吉奥
飓风塞尔吉奥（英語：Hurricane Sergio）是有纪录以来东北太平洋在11月形成的第3强飓风，也是2006年太平洋飓风季第19场获得命名的风暴和第11场飓风。系统于11月13日经墨西哥曼萨尼约以南约740公里海域的东风波发展而成，在向东南方向移动期间稳步增强，于11月15日达到持续风速每小时175公里的最高强度。气旋接下来转向北上，因风切变增多而开始减弱，此后又转向西进，始终远离墨西哥海岸，于11月20日在最初形成位置的西北偏西方向约515公里洋面消散。
风暴在墨西哥海岸沿线产生小雨，但总体影响很小。塞尔吉奥的形成标志着2006年太平洋飓风季成为12年来最活跃的太平洋飓风季，也是数十年来首次在11月有多场热带风暴形成。与此同时，塞尔吉奥还是11月1日后形成的最强太平洋飓风，也是11月持续时间最长的太平洋热带气旋，一共存在了7天时间。

## 气象历史
11月7日，一股东风波穿越中美洲进入东太平洋。其轴线周围的对流区向西行进至中美洲和墨西哥南部，到11月12日进行至阿卡普尔科以南约645公里海域时已经变得更加集中。当天下午，气象机构开始采用德沃夏克分析法分析这股扰动天气，其对流继续组织。11月13日清晨，美国国家飓风中心认为系统有可能发展成热带低气压。系统内的雷暴一度消退，但到11月13日时已发展出足够的环流和有组织的对流，在墨西哥曼萨尼约以南约740公里洋面成为第二十一号热带低气压，不过气象部门实际上要到11小时后才将其归类。
热带低气压成形后起初向西北方向移动，预计会在继续向西北前进期间增强成热带风暴，最强风速约为每小时80公里。由于所在海域风切变较弱，气旋中心附近的深层对流有所增长，带状特征变得更加明显。受高空反气旋气流同对流层中湿气的共同影响，低气压于11月14日升级成热带风暴并获名“塞尔吉奥”（Sergio）。成为热带风暴后不久，塞尔吉奥转向东南，估计这一转向是因受东北方向的中到上层低压槽产生的气流影响。风暴稳步强化，于11月15日在阿卡普尔科西南方向约675公里洋面强化成飓风。深层对流中心的风眼非常清晰，尺寸较小，气旋迅速增强，在成为飓风约6小时后达到风力时速175公里的最高强度。

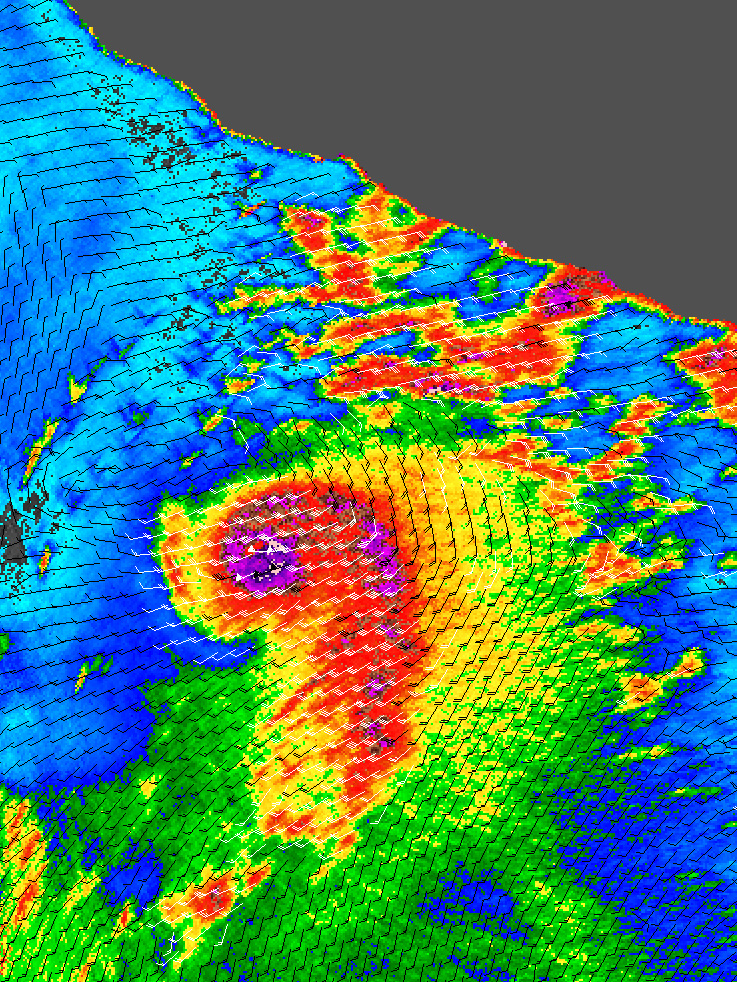
11月16日飓风塞尔吉奥的快速散射仪卫星图像

塞尔吉奥达到最高强度时，美国国家飓风中心预计飓风还会继续增强，风速增至每小时195公里。但气旋不久后就转向北上，然后因西北方向的上层低压槽导致风切变增多而逐渐减弱。到11月17日清晨，风暴西侧深层对流的下层云系对流已经部分暴露出来，估计塞尔吉奥于当天下午降级成热带风暴。受北面和东北方向的高压脊影响，气旋转向西北，之后又改朝西面移动，在此期间逐渐减弱。11月18日，中心附近的深层对流出现重组，风速略有提高，但垂直风切变很快又令其减弱。当晚，风暴行进至米却肯州西南方向约300公里洋面，这也是塞尔吉奥距陆地最近的位置。11月20日清晨，气旋降级成热带低气压，最终于当晚在曼萨尼约西南方向约580公里洋面消散，消散位置在最初形成位置的西北偏西方向约515公里处。风暴残留继续西进，其中的少量对流又持续了约一天后再完全消散。

## 影响和纪录
气象机构没有因塞尔吉奥而发布热带气旋警告或观察预警。不过，多份风暴公告表明墨西哥沿海地区有可能受到威胁，只是可能性很小。美国国家飓风中心认为哈利斯科州巴拉-德纳维达有29%的可能出现热带风暴强度大风。11月16至17日，飓风外围雨带在墨西哥沿海地区产生少量降水，其中以格雷罗州的铁拉科罗拉达最高，约有50毫米。
塞尔吉奥于2006年11月形成，令这个月份成为有纪录以来热带天气活动最强烈的11月，也是1966年后首次有多场热带气旋在11月的东北太平洋达到热带风暴强度。截至2015年，飓风塞尔吉奥仍然是11月第三强烈的太平洋飓风，也是这个月持续时间最长的东北太平洋热带气旋。